# Richard Dean Anderson
Richard Dean Anderson (Minneapolis (Minnesota), 23 januari 1950) is een Amerikaans acteur.
Anderson studeerde drama aan de Cloud State universiteit in St. Cloud en aan de Ohio University in Ohio. Hij is samen met zijn broers, Jeffrey Scott, Thomas John en James Stuart, opgegroeid in Roseville.
Hij is wellicht het bekendst om zijn rol MacGyver in de gelijknamige televisieserie en zijn rol als Jack O'Neill in de televisieserie Stargate SG-1. In het negende seizoen van SG-1 is hij gestopt, om meer tijd door te brengen met zijn dochter Wylie Quinn Annarose Anderson.

## Filmografie
- General Hospital Televisieserie – Dr. Jeff Webber (Afl. onbekend, 1976-1981)
- The Facts of Life Televisieserie – Brian Parker (Afl., Brian and Sylvia, 1981)
- Today's F.B.I. Televisieserie – Andy McFey (Afl., The Fugitive, 1981)
- The Love Boat Televisieserie – Carter Randall (Afl., Isaac Gets Physical/She Brought Her Mother Along/Cold Feet, 1982)
- Young Doctors in Love (1982) – Drugsdealer (Niet op aftiteling)
- Seven Brides for Seven Brothers Televisieserie – Adam McFadden (21 afl., 1982-1983)
- Emerald Point N.A.S. Televisieserie – Navy Lt. Simon Adams (22 afl., 1983-1984)
- Ordinary Heroes (1986) – Tony Kaiser
- Odd Jobs (1986) – Spud
- In the Eyes of a Stranger (Televisiefilm, 1992) – Jack Rourke
- MacGyver Televisieserie – MacGyver (139 afl., 1985-1992)
- Through the Eyes of a Killer (Televisiefilm, 1992) – Ray Bellano
- MacGyver: Lost Treasure of Atlantis (Televisiefilm, 1994) – Angus MacGyver
- Beyond Betrayal (Televisiefilm, 1994) – Bradley Matthews
- MacGyver: Trail to Doomsday (Televisiefilm, 1994) – Angus MacGyver
- Legend Televisieserie – Ernest Pratt/Nicodemus Legend (12 afl., 1995)
- Past the Bleachers (Televisiefilm, 1995) – Bill Parish
- Pandora's Clock (Televisiefilm, 1996) – Kapt. James Holland
- Fallout: A Post-Nuclear Role-Playing Game (Videogame, 1997) – Mayor Killian Darkwater (Stem)
- Firehouse (Televisiefilm, 1997) – Lt. Michael Brooks
- Stargate Atlantis Televisieserie – Brigadegeneraal/Generaal-majoor Jack O'Neill (Afl., 1.1 Rising, 2004|3.06 The Real World, 2006|3.10/3.11 The Return: Part 1 & 2, 2006)
- Stargate SG-1 Televisieserie – Kolonel/Brigadegeneraal/Generaal-majoor Jack O'Neill (175 afl., 1997-2007)
- Stargate: Continuum (dvd, 2008) – Generaal-majoor Jack O'Neill
- Saturday Night Live Televisieserie – MacGyver (Afl., Steve Martin/Jason Mraz, 2009, niet op aftiteling|Dwayne Johnson/Ray LaMontagne, 2009, niet op aftiteling)
- Stargate SG-1: Children of the Gods – Final Cut (dvd, 2009) – Kolonel Jack O'Neill
- Stargate Universe Televisieserie – Luitenant-Generaal Jack O'Neill (Afl., 1.01 Air, 2009|1.07 Earth, 2009|1.18 Subversion, 2010|1.19 Incursion Part 1, 2010)

## Zichzelf
- Just Men! Televisieserie (Aflevering 1.12, 1983)
- Battle of the Network Stars XVI (Televisiefilm, 1984) – Kandidaat CBS-team
- The Joan Rivers Show Televisieserie (Aflevering 7 december 1990|Aflevering 5 maart 1991)
- The Tonight Show Starring Johnny Carson Televisieserie (Aflevering 27 september 1991)
- The Arsenio Hall Show Televisieserie (Aflevering 14 september 1990|Aflevering 12 september 1991|Aflevering 15 januari 1992)
- The Walt Disney Company and McDonald's Present the American Teacher Awards (Televisiefilm, 1995)
- Newton's Apple Televisieserie (Aflevering 23 november 1997)
- Late Night with Conan O'Brien Televisieserie (Aflevering 8 november 1996|Aflevering 12 november 1998)
- Celebrity Profile Televisieserie (Afl., Henry Winkler, 1999)
- Donny & Marie Televisieserie (Aflevering 7 maart 2000)
- The Martin Short Show Televisieserie (Aflevering 27 maart 2000)
- National Geographic Explorer Televisieserie – (Afl., North America's Last True Wilderness, 2000)
- Stargate: The Lowdown (Televisiefilm, 2003)
- 1st Annual Spaceys (Televisiefilm, 2003)
- 2nd Annual Spaceys (Televisiefilm, 2004)
- The Late Late Show with Craig Kilborn Televisieserie (Aflevering 23 juni 2004)
- Preview to Atlantis (Televisiefilm, 2004)
- From Stargate to Atlantis: Sci Fi Lowdown (Televisiefilm, 2004)
- 05 Spaceys (Televisiefilm, 2005)
- The Simpsons Televisieserie (Afl., Kiss Kiss, Bang Bangalore, 2006, stem)
- 06 Spaceys (Televisiefilm, 2006)
- Sci Fi Inside: Stargate SG-1 200th Episode (Televisiefilm, 2006)

- Bibsys: 10073539
- Biblioteca Nacional de España: XX910631
- Bibliothèque nationale de France: cb12296644c (data)
- Gemeinsame Normdatei: 1143169360
- International Standard Name Identifier: 0000 0001 1624 7321
- Library of Congress Control Number: no99088577
- MusicBrainz: 8fd21249-4cc0-4260-b83a-79537a00d532
- Nationale Bibliotheek van Tsjechië: xx0173730
- Nationale Bibliotheek van Polen: a0000002007518
- Nederlandse Thesaurus van Auteursnamen: 167930583
- SNAC: w6990rxx
- Système universitaire de documentation: 134205510
- Virtual International Authority File: 39442590
- WorldCat: E39PBJkdpqkHHtB3rJGRDRHKVC